# Myrmosa
Myrmosa is een geslacht van vliesvleugelige insecten van de familie Mierwespen (Mutillidae).

## Soorten
- M. atra

Bruine mierwesp Panzer, 1801
- M. moesica Suarez, 1981